# I ja tam będę
I ja tam będę (ang. I'll Be There) – amerykańsko-brytyjska komediodramat muzyczna z 2003 roku w reżyserii Craiga Fergusona. Wyprodukowana przez Warner Bros.
Premiera filmu miała miejsce 13 czerwca 2003 roku w Wielkiej Brytanii.

## Opis fabuły
Gwiazdor muzyki pop lat 80., piosenkarz Paul Kerr (Craig Ferguson), którego sława już przebrzmiała, topi swoje problemy w kieliszku. Wkrótce dowiaduje się, że ma córkę – owoc jednoweekendowego romansu. Olivia (Charlotte Church) odziedziczyła po ojcu muzyczny talent i marzy o wielkiej karierze. Matka jest temu przeciwna. Spotkanie to odmieni życie obojga, a zwłaszcza Paula.

## Obsada
- Craig Ferguson jako Paul Kerr
- Charlotte Church jako Olivia Edmonds
- Jemma Redgrave jako Rebecca Edmonds
- Stephen Noonan jako Gordano
- Ralph Brown jako Digger McQuaid
- Ian McNeice jako Graham
- Imelda Staunton jako doktor Bridget
- Anthony Head jako Sam Gervasi
- Joss Ackland jako Evil Edmonds
- Joseph Alessi jako Enzo
- Ravi Aujla jako doktor Nahar
- Marion Bailey jako Mary
- Tom Ellis jako Ivor
- Phyllida Law jako pani Williams
- Kirsty Mitchell jako Nessie

i inni